# Glauce (filha de Cicreu)
Glauce foi uma filha de Cicreu, rei de Salamina; ela poderia ser mãe ou esposa de Telamon.
Segundo Ferecides de Leros, Telamon não era irmão, mas amigo de Peleu, e era filho de Acteu e Glauce, filha de Cicreu; pela versão mais comum do mito, Telamon e Peleu eram irmãos por parte de pai e de mãe, filhos de Éaco e Endeis.
Segundo Diodoro Sículo, Telamon, ao fugir de Egina, se refugiou na corte de Cicreu, rei de Salamina, casou-se com Glauce, sua filha, e, quando Cicreu morreu sem filhos, tornou-se rei de Salamina. Após a morte de Glauce, Telamon casou-se com Eribeia de Atenas, filha de Alcatos.